# 赖因哈德·布雷多
赖因哈德·布雷多（德語：Reinhard Bredow，1947年4月6日—），德国男子雪橇运动员。他曾代表东德参加1968年和1972年冬季奥林匹克运动会雪橇比赛，其中1972年冬季奥运会获得一枚金牌。